# Büttös
Büttös es un pueblo ubicado en el distrito de Encs, en el condado de Borsod-Abaúj-Zemplén, Hungría.

## Superficie
Posee una superficie de 18,18 kilómetros cuadrados.

## Demografía
Hasta 2019 la población era de 151 habitantes, con una densidad de población de 8,306 habitantes por kilómetro cuadrado.